# نهر أوغوي
نهر أوغوي، المعروف أيضًا باسم نهر الناصرة، يبلغ طوله قرابة 1200 كيلومتر (750 ميل)، وهو النهر الرئيسي للغابون في غرب وسط إفريقيا وخامس أكبر نهر في إفريقيا من حيث حجم التصريف، ويتبعه فقط نهر الكونغو، نهر كاساي ونهر النيجر ونهر زمبيزي.روافد مصارف مستجمعات المياه تأتيه من جميع أنحاء دولة الغابون تقريبًا، مع وصول بعض الروافد من داخل جمهورية الكونغو والكاميرون وغينيا الاستوائية.